# Prášilský potok
Der Prášilský potok (deutsch Stubenbach, abschnittsweise auch Marchbach und Veitbach) ist ein rechter Zufluss der Křemelná in Bayern und Tschechien.

## Verlauf
Der Marchbach entspringt am Südosthang des Lackenberges/Plesná (1337 m) im Bayerischen Wald. Seine Quelle liegt in einem Moor am Waldsattel „Auf dem Kanapee“ nahe der deutsch-tschechischen Grenze. An seinem nach Südosten führenden Oberlauf fließt der Bach etwa 700 m durch deutsches Gebiet und bildet dann auf drei Kilometern die Grenze zwischen Deutschland und Tschechien. Die bewaldete Talmulde des Stubenbaches verläuft auf diesem Abschnitt südlich der Ždánidla (Steindlberg, 1309 m n.m.) und nördlich des Scheuereckberges (1193 m) vorbei an den Wüstungen Horní Ždánidla (Obersteindlberg) und Pomezí (Gsenget), wo der grenzüberschreitende Wanderweg Prášily/Scheuereck am Gsenget den Bach überquert. Am nördlichen Fuße des Schachtenhausriegels (1168 m) fließt der Marchbach/Prášilský potok auf tschechisches Territorium. Ab der Einmündung des Hochfichtenbachl wird der Bach im deutschen Sprachgebrauch Stubenbach genannt.
Zwischen dem Poledník (Mittagsberg, 1315 m n.m.) und seinem Vorgipfel Skalka (Kleine Riegeln, 1237 m n.m.) sowie der Ždánidla bildet der Prášilský potok im Böhmerwaldhauptkamm mit nordnordöstlicher Richtung bis zur Wüstung Dolní Ždánidla (Untersteindlberg) ein ausgeprägtes Kerbtal. Anschließend weitet sich das Tal und der Bach durchfließt Prášily.
Der Unterlauf des Baches führt westlich der Slunečná (Sonnberg, 996 m) vorbei an den Wüstungen Formberg, Zadní Chalupy (Hinterhäuser) und Vysoké Lávky (Hohenstegen) nach Norden auf die Kochánovské pláně (Kocheter Hochfläche). Ab der Einmündung des Jezerní potok wurde der Bach früher Veitbach genannt. Nach 11,6 Kilometer mündet der Prášilský potok bei der Wüstung Šerlův Dvůr (Schörlhof) in die Křemelná. Das Einzugsgebiet umfasst 45,1 km², der Durchfluss beträgt an der Mündung 1,43 m³/s.
Der Bach fließt auf seinem gesamten Lauf durch die Kernzonen der Nationalparks Bayerischer Wald und Šumava.

## Geschichte
Das Stubenbachtal, das Teil königlichen Waldhwozd war, wurde erst im 18. Jahrhundert besiedelt. Durch das Tal führte der alte Zwiesler Steig von Böhmen nach Zwiesel.
Von 1948 bis 1991 lag das Tal im Sperrgebiet des Truppenübungsplatzes Dobrá Voda sowie im Bereich des Eisernen Vorhangs. Die abgesiedelten Ortschaften Vysoké Lávky und Zadní Chalupy wurden in den 1950er Jahren durch Panzer- und Artilleriebeschuss zerstört. Ebenso wurden auch die grenznahen Orte Pomezí, Horní Ždánidla und Dolní Ždánidla dem Erdboden gleichgemacht. Als einzige Ansiedlung am Prášilský potok blieb lediglich Prášily bestehen, das zusammen mit Dobrá Voda den Sitz den Truppenübungsplatzes bildete. 1997 wurde der Grenzübergang am Gsenget wieder für Wanderer geöffnet. Wegen der Lage in den Nationalparks erfolgte keine Wiederherstellung der Straße von Prášily nach Bayern.

## Zuflüsse
- Smrkový potok/Hochfichtenbachl (r), am Gsenget
- Jezerní potok (Seebach bzw. Mühlbach; r), Abfluss des Prášilské jezero, bei Zadní Chalupy